# سان فلوريانو ديل كوليو
سان فلوريانو ديل كوليو ( (بالسلوفينية: Števerjan)‏ ؛ Friulian كومونا (بلدية) في مقاطعة غوريزيا في منطقة فريولي فينيتسيا جوليا الإيطالية ، وتقع على بعد حوالي 40 كيلومتر (25 ميل) شمال غرب ترييستي وحوالي 6 كيلومتر (4 ميل) شمال غرب غوريزيا ، على الحدود مع سلوفينيا ، وعلى الحدود مع البلديات التالية: بردا (سلوفينيا) ، كابريفا ديل فريولي ، كورمون ، غوريزيا ، وموسى .
تشمل مواقع سان فلوريانو ديل كوليو Grojna / Groina و Ščedno / Scedina و Bukovje / Bucuie و Valerišče / Valerisce و Jazbine / Giasbana و Aščevo / Asci و Križiše / Bivio و Sovenca / Sovenza. اعتبارًا من 31 December 2004 ،وكان يبلغ عدد سكانها 807 نسمة وتبلغ مساحتها 10.6 كيلومتر مربع (4.1 ميل2) .

## التركيبة العرقية
91.4 ٪ من السكان كانوا من السلوفينيين وفقا لتعداد عام 1971. حيث يتحدث معظم السكان المحليين لهجة Brda السلوفينية ، والتي تكون موجودة تقليديا في كامل أراضي البلدية.